# Dănuț Dobre
Dănuț Dobre, född den 20 februari 1967 i Fetești i Rumänien, är en rumänsk roddare.
Han tog OS-silver i åtta med styrman i samband med de olympiska roddtävlingarna 1992 i Barcelona.